# John Bissinger
John Frederick Bissinger, Jr. (Nova York, 7 de gener de 1879 - Nova York, 20 de gener de 1941) va ser un gimnasta i atleta estatunidenc que va competir a cavall del segle xix i el segle xx. El 1904 va prendre part en els Jocs Olímpics de Saint Louis, on guanyà la medalla de plata en la prova per equips del programa de gimnàstica, com a membre de l'equip New York Turnverein junt a Emil Beyer, Arthur Rosenkampff, Julian Schmitz, Otto Steffen i Max Wolf. També disputà les proves gimnàstiques del concurs complet i triatló, on fou 8è i 14è respectivament; i el triatló del programa d'atletisme, on fou cinquè.